# Trichomachimus inundatus
Trichomachimus inundatus är en tvåvingeart som beskrevs av Pavel Lehr 1989. Trichomachimus inundatus ingår i släktet Trichomachimus och familjen rovflugor.
Artens utbredningsområde är Uzbekistan. Inga underarter finns listade i Catalogue of Life.